# Hans-Joachim Drewitz
Hans-Joachim Drewitz (14 de Novembro de 1907 - 11 de Agosto de 1943) foi um comandante de U-Boot que serviu na Kriegsmarine durante a Segunda Guerra Mundial.